# Taková zvláštní rodinka
Taková zvláštní rodinka (v anglickém originále The Royal Tenenbaums) je americký komediálně-dramatický film z roku 2001, který režíroval Wes Anderson a na jehož scénáři se podílel společně s Owenem Wilsonem. Hrají v něm Danny Glover, Gene Hackman, Anjelica Huston, Bill Murray, Gwyneth Paltrow, Ben Stiller, Luke Wilson a Owen Wilson. Film, který je zdánlivě založen na neexistujícím románu a jeho příběh je ovlivněným tvorbou J. D. Salingera, sleduje osudy tří nadaných sourozenců, kteří v mládí zažívají velké úspěchy a v dospělosti ještě větší zklamání a neúspěchy. Excentrický otec dětí, Royal Tenenbaum (Hackman), je v době dospívání opustí a po jejich dospělosti se k nim vrací, přičemž lživě tvrdí, že trpí smrtelnou nemocí. Pracuje na usmíření se svými dětmi a bývalou manželkou (Huston).
Příběh který obsahuje řadu referencí, včetně filmu Louise Malleho Bludička z roku 1963 a filmu Orsona Wellese Skvělí Ambersonové z roku 1942, zahrnuje témata dysfunkční rodiny, ztracené významnosti a vykoupení. Absurdní a ironický smysl pro humor prostupuje celým filmem, k němuž vznikl soundtrack, který byl následně vydán na dvou albech. Film Taková zvláštní rodinka se natáčel v New Yorku a jeho okolí, včetně domu v Harlemu, který sloužil jako sídlo Tenenbaumových. Tvůrci si dali záležet na tom, aby pozadí filmu odlišili od rozpoznatelného New Yorku, přičemž móda a kulisy kombinují vzhled různých časových období.
Po svém debutu na newyorském filmovém festivalu získal snímek Taková zvláštní rodinka pozitivní recenze kritiků a stal se Andersonovým finančně nejúspěšnějším filmem až do filmu Grandhotel Budapešť z roku 2014. Hackman za svůj výkon získal na 59. ročníku udílení Zlatých glóbů Zlatý glóbus za nejlepší mužský herecký výkon v muzikálu nebo komedii a Anderson s Wilsonem byli na 74. ročníku udílení Oscarů nominováni na Oscara za nejlepší původní scénář. V roce 2016 byl film zařazen do žebříčku 100 nejlepších filmů 21. století, který sestavila BBC.

## Děj
Royal Tenenbaum oznámí svým dětem Chasovi, Margot a Richiemu, že se s jejich matkou Etheline rozvádí. Každé z dětí dosáhne v mládí velkého úspěchu – Chas je finanční génius, Margot získává grant za svou hru a Richie je tenisový talent. Jejich soused Eli Cash je Richiho nejlepší přítel.
O 22 let později Royal ztrácí své bydlení v hotelu. Děti prožívají krizi – Richie cestuje po světě po nervovém zhroucení, Chas je po smrti manželky posedlý ochranou svých synů a Margot skrývá svůj bouřlivý minulý život před manželem Raleighem. Ethelinein účetní Henry Sherman ji požádá o ruku. Snažící se znovu získat rodinu, Royal předstírá rakovinu a vrací se domů, kde si získá vnuky Ariho a Uziho výpravami za dobrodružstvím.
Když se Henry dozví pravdu o Royalově nemoci, prozradí to rodině, která ho vyhodí. Richie zjistí, že Margot má aféru s Elim, a pokusí se o sebevraždu. Margot se mu přizná k citům, ale jejich vztah zůstává tajemstvím. Royal se nakonec smíří se situací a umožní Etheline provdat se za Henryho. Na jejich svatbě Eli, pod vlivem drog, nabourá autem do domu a Royal zachrání Chasovy syny. Chas mu za to poděkuje a souhlasí, že potřebuje změnu.
Časem Margot napíše novou hru, Richie učí tenis, Eli nastoupí na odvykací léčbu a Chas se stane méně úzkostlivým rodičem. Royal se s rodinou smíří, ale později zemře na infarkt ve věku 68 let. Chas ho doprovází do nemocnice a je svědkem jeho smrti. Na Royalově náhrobku stojí, že „tragicky zahynul při záchraně rodiny z vraku potápějící se bitevní lodi“.